# وجود الله
وجود الله هو موضوع نقاش في فلسفة الدين والثقافة الشعبية. ويمكن تصنيف مجموعة واسعة من الحجج المؤيدة والمعارضة لوجود الله على أنها ميتافيزيقية أو منطقية أو تجريبية أو ذاتية. وباستخدام المصطلحات الفلسفية، تنطوي مسألة وجود الله على تخصصات نظرية المعرفة (طبيعة المعرفة ونطاقها) وعلم الوجود (دراسة طبيعة الكينونة أو الوجود أو الواقع) ونظرية القيمة (نظرًا لأن بعض تعاريف الله تشمل «الكمال»).
طرقت مسألة وجود الله من عدمه منذ القدم من قبل فلاسفة، ورجال وعلماء الدين وآخرين. على الصعيد الفلسفي، فإن مصطلح «وجود الله» يتطرق إلى أصل وجود الله، طبيعته وحدود إدراك البشر له. وأما على الصعيد الديني فإن رجال وعلماء الدين باختلاف ديانتهم يقولون بأنهم استطاعوا البرهنة على وجود الله بالاعتماد على الغيب فقط بحسب بعض الديانات أو تيارات دون غيرها داخل الدين الواحد أو بالغيب والعقل معًا بحسب ديانات أخرى أو تيارات دون غيرها داخل الدين الواحد.
يثير النقاش حول وجود الله قضايا فلسفة عديدة. مشكلة رئيسية هي عدم وجود تعريف متفق عليه لله بين رافضي وجود الله والمعتقدين بوجوده؛ بعض التعريفات عامة وغير محددة تتحدث عن قوة كونية، بينما هناك تعريفات أخرى تتطرق إلى إله بمواصفات خاصة.
وهناك اختلاف ولكن بمستوى أقل بين المعتقدين بوجود الله، فبينما يقدم اليهود والمسيحيون صفات محددة، فينتقد المسلمون بحسب تعاليم دينهم الإسلام نظرة اليهود والمسيحيين إلى الله.
وهناك أيضاً العديد من الحجج العقلية التي يستدل بها من لا يؤمنون بوجود الله، ويستدل بها كذلك قسم كبير من القائلين بوجود الله، وغالبية الحجج العقلية للقائلين بعدم وجود الله تتمحور حول تعارض الصفات الإلهية المطلقة مع بعضها، كتعارض صفة العلم المطلق مع صفة العدل المطلق، والتخيير والتسيير، والقدر ووجود الشيطان وعلم الله المسبق بخلافهما.
وهناك حجج عقلية يستدل بها القائلون بوجود الله، من مختلف الأديان كالمسيحية واليهودية والإسلام. وتشكل مسألة وجود الله في الجامعات الغربية موضوعا حيا للنقاش في أروقة الفلسفة وفي الحوارات الشعبية. كما يرفض البعض وجود الله ويعتبرونه «مجرد اسطورة احتاجها الناس قديما نتيجة لجهلهم بأسباب الظواهر الطبيعية».

## التاريخ
هناك اعتقاد خاطئ شائع بأن الإيمان بوجود إله قديم، في حين أن الإلحاد حديث، لكن البشرية قدمت نفس الحجج المؤيدة والمعارضة لوجود الآلهة - بما في ذلك «الله» مع صعود التوحيد - منذ فجر التاريخ البشري. وتقدم نصوص العصر البرونزي، مثل الفيدا، حججاً مختلفة ضد وجود الآلهة، مثل مشكلة الشر ومناورة بوينغ 747 القصوى، فضلاً عن الحجج على وجود الآلهة، مثل الحجة الأخلاقية ورهان باسكال، دون شرح الحجج نفسها، مما يعني أن القراء كانوا يعرفونها وأن الحجج نفسها كانت قديمة في العصر البرونزي. وبين الإغريق القدماء إلى الشعب الياباني في العصور الوسطى إلى الأمريكيين الأصليين، تم العثور على نفس الحجج المؤيدة والمعارضة لوجود الآلهة. وكان يرى بعض الملحدين والألوهيين في العصور القديمة أن معتقداتهم تعززهم، بينما كان يعتقد آخرون أن الجدل حول الله مبتذل ولا معنى له.

## المواقف
يمكن تقسيم المواقف تجاه وجود الله على عدة محاور، مما ينتج عنه مجموعة متنوعة من التصنيفات المتعامدة. الألوهية والإلحاد هما موقفان من الإيمان أو عدمه، في حين أن الغنوصية واللاأدرية هي موقفان من المعرفة أو عدمها. وتتعلق الغنوصية بالإيمان بتماسك الله المفاهيمي. واللاكتراثية تتعلق بالإيمان بالأهمية العملية لما إذا كان الله موجوداً.
لأغراض المناقشة، وصف ريتشارد دوكينز سبعة «معالم» في طيف احتمالات الإيمان بالله:
1. مؤمن بقوة بوجود إله، احتمال وجود الله 100%. يتلخص إيمانه بعبارة كارل يونغ «أنا لا أؤمن، أنا أعرف».
2. مؤمن بوجود الله بحكم الأمر الواقع (دي فكتو)، احتمالية وجود الله عالية جداً لكنها أقل من 100%. «أنا لا أعرف بشكل مؤكد، لكني أؤمن بقوة بوجود إله، وأعيش حياتي على اعتبار أنه موجود».
3. الميل تجاه الإيمان بالله. الاحتمالية أكبر من 50% لكنها ليست عالية جداً. «أنا لست متأكداً إلى حد كبير، لكني أميل إلى الاِعتقاد بوجود إله».
4. الحياد التام. 50% تماماً «تتساوى عندي نسبة احتمال وجود إله مع عدمه».
5. الميل تجاه الإلحاد، أقل من 50 بالمئة، لكنها لسيت قليلة جدا. «انا لا أعرف أن كان الإله موجودًا أَم لا، لكني أميل إلى الشك بوجوده».
6. الإلحاد بحكم الأمر الواقع، النسبة قليلة جداً لكنها لا تصل إلى الصفر. «أنا لا أعرف بشكل مطلق، لكني اعتقد أن وجود إله احتمال ضئيل جداً، وأعيش حياتي على اعتبار أنه غير موجود».
7. الملحد بقوة. «أنا أعرف أن الإله غير موجود بنفس الدرجة التي يعرف بها كارل يونغ أنه موجود».

## أدلة وجود الله في الأديان

### أدلة وجود الله في الإسلام
- التصميم الذكي للكائنات

وهي من الأدلة التي طرحها الإسلام على وجود الله صراحةً، فجاء في القرآن: ﴿أَوَلَمْ يَنْظُرُوا فِي مَلَكُوتِ السَّمَاوَاتِ وَالْأَرْضِ وَمَا خَلَقَ اللَّهُ مِنْ شَيْءٍ وَأَنْ عَسَى أَنْ يَكُونَ قَدِ اقْتَرَبَ أَجَلُهُمْ فَبِأَيِّ حَدِيثٍ بَعْدَهُ يُؤْمِنُونَ ۝١٨٥﴾ [الأعراف:185].
يعد التصميم الذكي من الأدلة العالمية على وجود الله سبحانه وتعالى. ذلك أنه حسب خبراتنا كبشر فلا يوجد تصميم معقد إلا وله مصمم. فنشأ نتيجة لذلك فيما يعرف بحركة التصميم الذكي. وتبناها عدد كبير من العلماء. وأكبر أنصارها علماء أسسوا مؤسسة تحت مسمى معهد ديسكفري.
فبعد دراسة الكائنات على المستوى الجزيئي تبين أنها مبنية على أسس هندسية ميكانيكية ومعلوماتية وكيميائية وفيزيائية تفوق ما توصل له البشر من علم. وقد أثارت نظرية التصميم الذكي جدلًا كبيرًا في المجتمع العلمي الذي يتبنى معظمه نظرية التطور. وخصوصًا أن تنبؤاتها ومقتضياتها تتحقق (مثل القول بأن الجينات الخردة ليست خردة بل لها وظيفة، وأن الأعضاء الضامرة ليست ضامرة بل لها وظائف، إنما نجهلها)، بخلاف نظرية التطور التي فشلت كثير من تنبؤاتها المخالفة للتصميم، مما يضطر العلماء لتجديدها وتطويرها باستمرار الاكتشافات العلمية.
حيث اكتشف العلماء بأن الخلية أبعد ما تكون عن البساطة (كان يُظن سابقًا بأنها نقطة هلامية فقط)، وحسب وصف بيرلنسكي لو كان العلماء في ذلك الوقت يظنون أن الخلية هي بدرجة تعقيد سيارة مثلًا فإن درجة التعقيد المعروفة الآن عن الخلية هي بدرجة تعقيد المجرة.
- خلق الكون والمبدأ الإنساني

وقد أشار الإسلام لهذا في الآية ﴿لَخَلْقُ السَّمَاوَاتِ وَالْأَرْضِ أَكْبَرُ مِنْ خَلْقِ النَّاسِ وَلَكِنَّ أَكْثَرَ النَّاسِ لَا يَعْلَمُونَ ۝٥٧﴾ [غافر:57]. فبعد الاكتشافات في علم الكونيات والفيزياء والكيمياء والتقدم العلمي في هذه المجالات وغيرها درس العلماء واكتشفوا أكثر من 1000 ثابت كوني في كوننا لو اختل أحد هذه الثوابت لما نشأ الكون أو الحياة. وقد جمعها هيو روس Hugh Ross دكتور الفيزياء الفلكية في جامعة تورنتو، وبلغ عددها 1115 (ألفًا ومئة وخمسة عشر) ثابتًا.
مما استدعى ظهور ما يسمى بالمبدأ الإنساني في علم الكونيات. ويُعرف هذا علميًا بالضبط الدقيق للكون.
ونتيجة لهذا، ولضرورة وجود خالق صمم هذه القوانين في الكون بإتقان يعلم كيف سيعمل الكون، اقترح العلماء وجود عدد لانهائي من الأكوان الموازية تختل فيها بعض هذه الثوابت لتفسير وجود الكون دون الله. وذلك فيما يعرف بنظرية الأكوان المتعددة ونظرية الأوتار. وهي حسب قول الفيزيائيين لا يمكن التأكد من صحتها لأنها تقع خارج عالمنا. ويقول في هذا الفيزيائي روجرز بنروز (على عكس ميكانيكا الكم فإن النظرية M لاتملك أي إثبات مادي إطلاقًا).
- غريزة عبادة الخالق

حيث ذكر نبي الإسلام أن الخالق خلق الإنسان مفطورًا على عبادة إله. فقال بأنها متأصلة في الإنسان، خلقه الله بها، وصنفها بـ «فطرة». فجاء في الحديث الشريف ((كل مولود يولد على الفطرة)). وجاء في القرآن ﴿فَأَقِمْ وَجْهَكَ لِلدِّينِ حَنِيفًا فِطْرَةَ اللَّهِ الَّتِي فَطَرَ النَّاسَ عَلَيْهَا لَا تَبْدِيلَ لِخَلْقِ اللَّهِ ذَلِكَ الدِّينُ الْقَيِّمُ وَلَكِنَّ أَكْثَرَ النَّاسِ لَا يَعْلَمُونَ ۝٣٠﴾ [الروم:30]. وقد بينت الدراسات على الشعوب والأمم المتعددة أن الناس منذ فجر التاريخ يعبدون شيئًا ما.
وفي عام 2008 في شهر تشرين الثاني نُشر بحث أكاديمي في صحيفة التلغراف البريطانية تحت عنوان «الأطفال يولدون مؤمنين بالله» أكد أنه طبقًا للدراسات العلمية، ودون وجود محفزات خارجية لأي اتجاه فإن الأطفال يولدون مؤمنين بوجود إلهٍ خلقهم وخلق الكون.
يقول الدكتور جستون باريت: «إن الأبحاث العلمية للنمو العقلي عند الأطفال وارتباطه بالإيمان بالمتجاوز للطبيعة تبين اكتساب الأطفال السريع والفطري لعقول تسهل عليهم الإيمان بالعوامل الفاعلة فوق الطبيعة، ليس الأمر فحسب، بل حسب الدراسات يدرك الأطفال جيدا أن الكون مصمم لهدف، وأن هناك شيئا ما خلف هذا الكون، وأن كل ما نراه قد صمم من قبل كائن فوق بشري، ولها قدرات فوق بشرية، وكثير ما يرتبط هذا الكائن بالخير والمنقذ».
ومن أدلة فطرية معرفة وجود الله: أنه لا تخلو الأمم والشعوب والحضارات من الاعتراف بوجود إله معبود خالق، وفي بيان هذا يقول جستون باريت: «إن الأغلبية الساحقة من الثقافات وكذلك الأغلبية الساحقة من الشعوب تؤمن بنوع من الإله أو الآلهة... الإيمان بالآلهة قد حدث في كل عصر وفي كل حضارة».
- القرآن كحجة على وجود الله

وتنقسم لأنواعٍ من الحجج، منها:
- العلمية وهي كثيرة، ومنها آية ((وأرسلنا الرياح لواقح)). والتي لم يكن لبشرٍ من قبل تفسيرها حتى منتصف القرن العشرين عند معرفة مبدأ Cloud seeding، وهو تلقيح الغيوم عن طريق الشوارد لتنزل المطر.[16]
- البلاغية: وهو تحدٍ كان موجودًا في عصرٍ كان يتذوق فيه أهل اللغة اللغةَ فيميزون جيدها من سيئها، عاليها من أدناها. وقد وصف بلاغة القرآن عدد من شعراء وعلماء اللغة العربية منذ البعثة حتى الآن. وحتى كُتبت كتبٌ في ذلك.

ومن الأقوال قوال الوليد بن المغيرة: (وَمَاذَا أَقُولُ فو الله مَا فِيكُمْ رَجُلٌ أَعْلَمَ بِالْأَشْعَارِ مِنِّي، وَلَا أَعْلَمَ بِرَجَزِهِ وَلَا بِقَصِيدَتِهِ مِنِّي، وَلَا بِأَشْعَارِ الْجِنِّ. وَاللهِ مَا يُشْبِهُ الَّذِي يَقُولُ شَيْئًا مِنْ هَذَا، ووالله إِنَّ لِقَوْلِهِ الَّذِي يَقُولُ حَلَاوَةً، وَإِنَّ عَلَيْهِ لَطَلَاوَةً وَإِنَّهُ لَمُثْمِرٌ أَعْلَاهُ، مُغْدِقٌ أَسْفَلُهُ، وَإِنَّهُ لَيَعْلُو وَمَا يُعْلَا، وَأَنَّهُ لَيَحْطِمُ مَا تَحْتَهُ).
ومن الكتب التي أُلفت في ذلك كتاب «دليل البلاغة القرآنية» لمحمد بن سعد الدبل، عام 1431 هجرية.
- أوامر الله كحجة على وجود الله

فقد جاء في القرآن: ((الَّذِينَ يَتَّبِعُونَ الرَّسُولَ النَّبِيَّ الْأُمِّيَّ الَّذِي يَجِدُونَهُ مَكْتُوبًا عِندَهُمْ فِي التَّوْرَاةِ وَالْإِنجِيلِ يَأْمُرُهُم بِالْمَعْرُوفِ وَيَنْهَاهُمْ عَنِ الْمُنكَرِ وَيُحِلُّ لَهُمُ الطَّيِّبَاتِ وَيُحَرِّمُ عَلَيْهِمُ الْخَبَائِثَ)).
وتلك الأوامر هي كثيرة، وإحداها الصيام الذي نشرت فيه أبحاث كثيرة، بعضها خاص بصيام المسلمين، وبعضها على الصيام عمومًا بأشكاله المختلفة، وبعضها يتحدث فقط عن تقليل الطعام، قال تعالى: ((وأن تصوموا خيرٌ لكم إن كنتم تعلمون)) [البقرة: 84] واعتماد جمعية الحميات البريطانية وجامعة كامبريدج لحمية 5:2 أحد أفضل الحميات المبتكرة حتى الآن على الجسم. وتقوم هذه الحمية على صيام يومين في الأسبوع، ويعد صيام يومي الاثنين والخميس من السنة النبوية، رغم اختلافات في طريقتي الصيام عمومًا، لكن بنفس الآلية المستفادة.
وكذلك جائزة نوبل عام 2016 أُعطيت لعالم ياباني لاكتشافه التأثيرات المفيدة للصيام على الجسم على المستوى الخلوي بما يُعرف بآلية الالتهام الذاتي.
- إخبار النبي بأحداث ستحدث لاحقًا توحي بأنها من إلهٍ يعلم المستقبل كدليل على وحيٍ من إله

وتُسمى في الإسلام «علامات الساعة».
وهي إخبار النبي بعلامات ستظهر بمرور الزمن، علامات غير منطقية ولا يمكن التصديق بوقوعها. ووقوعها تباعًا كما أخبر.
وهي كثيرة، ومنها: قيام العرب ببناء أبنية شاهقة الطول:
أخبر النبي أنه مع اقتراب الساعة سيظهر أناس يتباهون ببناء المباني العالية والبيوت الفاخرة بعد أن كانوا حفاة عراة يرعون الغنم، وذلك قد يكون بعد فتوحات المسلمين أو تكثر الخيرات والأموال، ويشيع التنافس على الدنيا.
فعن عمر بن الخطاب في حديث جبريل ومجيئهِ لرسولِ الله وسؤاله عن الإسلام والإيمان والإحسان، وعن الساعة، أخبره عن أماراتها وذكر منها (أن تلد الأمة ربتها، وأن ترى الحفاة العراة رعاة الشاء يتطاولون في البنيان).
وفي رواية (ورأيت الحفاة الجياع العالة كانوا رؤوس الناس، فذلك من معالم الساعة وأشراطها) قيل: يا رسول الله ومن أصحاب الشاء والحفاة الجياع العالة؟ قال: (العرب).
- إخبار النبي بحقائق سابقة غير معروفة توحي بأنها من إلهٍ يعلم ما خفي من الماضي كدليل على وحيٍ من إله

ولعل من أهمها علميًا هي إخباره بأن شبه جزيرة العرب الصحراوية كانت من قبل عبارةً عن مروج تجري فيها الأنهار. حيث جاء عن أبي هريرة أن رسول الله صلى الله عليه وسلم قال: (لا تقوم الساعة حتى يكثر المال ويفيض حتى يخرج الرجل بزكاة ماله فلا يجد أحدا يقبلها منه وحتى تعود أرض العرب مروجا وأنهارا).
وقد دلت الأبحاث في علم الحفريات على وجود هياكل عظمية في تلك الصحراء تعود لحيوانات لا تعيش إلا في المناطق ذات الكثافة العشبية. وهي كثيرة، منها ما نشرته جامعة كنساس.
وكذلك اكتشاف عام 2015 لآثار شبكة من الأنهار كانت تسري في شبه الجزيرة العربية.

## الحجج ضد وجود الله
كل من الحجج الواردة أدناه إلى إظهار أن مجموعة معينة من الآلهة غير موجودة -من خلال إظهارها بأنها بلا معنى بطبيعتها أو متناقضة أو متناقضة مع حقائق علمية أو تاريخية معروفة- أو أنه لا يوجد دليل كاف على القول بأنها موجودة.

### الحجج التجريبية
تعتمد الحجج التجريبية التالية على الملاحظات أو التجارب للوصول إلى استنتاجاتها.

#### الحجج من الوحي غير الكافي
تدحض حجة الوحي غير المتسق في وجود الإله المسمى بالله على النحو الموصوف في الكتب المقدسة -مثل الفيدا الهندوسية والتناخ اليهودية والأنجيل المسيحي والقرآن الإسلامي وكتاب المورمون أو الكتاب الأقدس البهائي- من خلال الكشف عن التناقضات الواضحة بين الكتب المقدسة المختلفة، وداخل الكتاب الواحد، أو بين الكتب المقدسة والحقائق المعروفة.
وارتباطاً بذلك، تؤكد حجة التقتير (باستخدام نصل أوكام) على أنه نظراً لأن النظريات الطبيعية (غير الخارقة للطبيعة) تفسر بشكل كاف تطور الدين والإيمان بالآلهة، فإن الوجود الفعلي لمثل هذه العوامل الخارقة للطبيعة أمر لا لزوم له ويمكن رفضه ما لم يتم خلاف ذلك إثبات أنها مطلوبة لشرح الظاهرة.
تخلص حجة «الاستقراء التاريخي» إلى أنه نظراً لأن معظم الديانات الألوهية عبر التاريخ (مثل الديانة المصرية القديمة والديانة اليونانية القديمة) وآلهتها أصبحت في نهاية المطاف ينظر إليها على أنها خاطئة أو غير صحيحة، فإن جميع الديانات الألوهية، بما في ذلك الديانات المعاصرة، هي على الأرجح (خاطئة/غير صحيحة) عن طريق الاستقراء. كتب هنري لويس منكن مقالة قصيرة حول الموضوع بعنوان «الخدمة التذكارية» في عام 1922.
ويرد معناها ضمنيًا كجزء من الاقتباس الشهير لستيفن ف. روبرتس:

أزعم أن كلانا ملحدين. أنا فقط أؤمن بإله أقل منك. عندما تفهم سبب رفضك لجميع الآلهة الأخرى الممكنة، ستفهم سبب رفضي لإلهك.
تدحض حجة غير المؤمن في وجود الله كلي القدرة الذي يريد أن يؤمن به البشر من خلال القول بأن مثل هذا الإله كان لابد أن يقوم بعمل أفضل لجمع المؤمنين.

#### حجة التصميم السيئ للكون
تدحض مشكلة الشر في وجود إله كلي القدرة وكلي الخيرية عن طريق المجادلة بأن مثل هذا الإله يجب ألا يسمح بوجود شر أو معاناة. تسمى الردود الألوهية الثيوديسيا. وبالمثل، فإن حجة التصميم السيئ تؤكد أن الإله الخالق الذي يتمتع بكامل القوة والخيرية لن يخلق أشكالاً حية -بما في ذلك البشر- يبدو أنها تُظهر تصميماً سيئاً.
جادل ريتشارد كارير أن الكون نفسه يبدو غير مُصمم بشكل جيد للحياة، لأن الغالبية العظمى من الفضاء في الكون معادية لها تماماً. ويمكن القول أن هذا غير متوقع على فرضية أن الكون قد صممه إله، وخاصةً إله شخصي. يدعي كارير أن مثل هذا الإله كان من الممكن أن يخلق بسهولة كون مركزه الأرض من لا شيء في الماضي القريب، حيث يكون معظم حجم الكون يسكنه البشر وأشكال الحياة الأخرى وبالتحديد نوع الكون الذي كان يؤمن به معظم البشر حتى ظهور العلوم الحديثة. في حين أن إلهاً شخصياً قد يكون قد خلق نوع الكون الذي نلاحظه، إلا أن كارير يؤكد أن هذا ليس هو نوع الكون الذي كنا سنتوقع على الأرجح أن نراه إذا كان هذا الإله موجوداً. أخيراً، يجادل أنه على عكس الإلوهية، فإن ملاحظاتنا حول طبيعة الكون تتوافق بقوة مع فرضية الإلحاد، حيث يجب أن يكون الكون شاسعاَ، قديماً جداً، وخالياً تقريباً من الحياة إذا كانت الحياة نشأت بمحض الصدفة.

### الحجج المنطقية
الحجج التالية تستنتج -في الغالب من خلال التناقض الذاتي- عدم وجود الله بوصفه «الخالق».
- صرح ستيفن هوكينج والمؤلف المشارك له ليونارد ملودينوف في كتابهما «التصميم العظيم» بأنه من المنطقي أن نسأل من أو ماذا خلق الكون، ولكن إذا كان الجواب هو الله، فإن السؤال بذلك ينحرف فقط إلى من خلق الله. يدعي كلا المؤلفين أنه من الممكن الإجابة على هذه الأسئلة بصورة بحتى داخل عالم العلوم، ودون الحاجة لاستدعاء أي كيانات إلهية.[27] لا يتفق الرياضييون والعلماء المسيحيون، وعلى الأخص ليونارد يولر وبرنارد ديسبانيات[28] وجون لينوكس[29]، مع هذا النوع من الحجة المشكوك فيها.
- تتبنى حجة مضادة ضد وجود الله بوصفه الخالق فرضية الحجة الكوسمولوجية (الدجاجة أم البيضة)، حيث لا يمكن للأشياء أن توجد بدون خالق، وتطبقها على الله، فتنشئ سلسة لانهائية.
- مناورة بوينغ 747 القصوى لدوكينز تشبه ما ورد أعلاه. يجادل بعض المؤمنين بوجود الله بأن التطور يشبه الإعصار الذي يجمع طائرة بوينج 747 - أن الكون (أو الحياة) معقد للغاية بحيث لا يمكن ألا يكون قد صممه شخص ما، يطلق عليه المؤمنين اسم الله. حجة دوكين المضادة هي أن مثل هذا الإله سيكون معقداً - بوينغ 747 «القصوي»، وبالتالي يحتاج إلى مصمم.
- عدم الإدراك اللاهوتي هي الحجة القائلة بأن اللغة الدينية - خاصة كلمات مثل «الله» - ليست ذات معنى إدراكياً وأن التعاريف غير القابلة للاختزال لله دائرية.
- يجادل تشبيه إبريق راسل بأن عبء إثبات وجود الله يقع على عاتق المؤمن بوجوده وليس الملحد؛ ويمكن اعتبار هذه الحجة امتداداً لنصل أوكام.

#### حجج عدم توافق الصفات الألهية
تركز بعض الحجج على وجود مفاهيم محددة لله على أنه كلي المعرفة وكلي القدرة وكامل من الناحية الأخلاقية.
- تشير مفارقة القدرة الكلية إلى أن مفهوم وجود كيان قادر كلياً يتناقض منطقياً بالنظر إلى أسئلة من قبيل «هل يستطيع الله أن يخلق صخرة كبيرة جداً بحيث لا يستطيع تحريكها؟» أو «إذا كان الله كلي القوة، فهل يمكن أن يخلق الله كياناً أقوى من نفسه؟»
- وبالمثل، فإن مفارقة المعرفة الكلية تجادل بأن الله لا يمكن أن يكون كلي المعرفة لأنه لن يعرف كيفية صنع شيء غير معروف له.
- هناك حجة أخرى تشير إلى تناقض المعرفة الكلية والقدرة الكلية من حيث أن الله مُلزم باتباع ما يعرفه الله بنفسه مسبقاً.
- تزعم حجة الإرادة الحرة أن المعرفة الكلية والإرادة الحرة للإنسانية تتعارضان وأن أي تصور لله ينطوي على كلتا الصفتين يتناقض بطبيعته: إذا كان الله كلي المعرفة، فإن الله يعرف بالفعل مستقبل البشرية، ما يتناقض مع إدعاء الإرادة الحرة.
- تنص الحجة البشرية على أنه لو كان الله كلي المعرفة وكلي القدرة وكامل أخلاقياً، لكان قد خلق كائنات مثالية أخلاقياً بدلاً من كائنات غير كاملة، مثل البشر.
- مشكلة الجحيم هي فكرة أن اللعنة الأبدية تتناقض مع كلية القدرة وكلية الوجود الإلهي.
- تدحض الحجة المتسامية حول عدم وجود الله وجود إله خالق ذكي من خلال إظهار أن مثل هذا الكائن من شأنه أن يجعل المنطق والأخلاق متوقفين، وهو ما يتعارض مع تأكيد مدرسة الدفاعيات الافتراضية بأنهما ضروريتن، ويتناقضان مع فعالية العلم.
- تحاول حجة «بدون سبب» إظهار أن كائن كلي القدرة ووكلي المعرفة لن يكون لديه أي سبب للتصرف بأي شكل من الأشكال، على وجه التحديد لخلق الكون، لأنه لن يكون لديه أي احتياجات أو رغبات لأن هذه المفاهيم تحديداً إنسانية ذاتياً. بما أن الكون موجود، فهناك تناقض، وبالتالي، لا يمكن أن يوجد إله كلي القدرة. قام سكوت آدمز بتوضيح هذه الحجة في كتاب «حطام الله»، الذي يطرح نوعًا من الربوبية الكلية كنموذج لاهوتي أساسي. تم طرح حجة مماثلة في كتاب «الفعل الإنساني» للودفيج فون ميزس. وأشار إليها باسم «حجة علم الأفعال» وادعى أن وجود كائن مثالي كان سيحقق منذ فترة طويلة جميع رغباته ولن يكون قادراً على اتخاذ فعل في الوقت الحاضر دون إثبات أنه لم يكن قادراً على تحقيق رغباته بشكل أسرع مثبتاً أنه ناقص.
- الحجة الوجودية الإلحادية لعدم وجود كائن واعي مثالي تنص على أنه إذا كان الوجود يسبق الجوهر، فإنه يتبع من معنى مصطلح «واعي» أن أي كائن واعي لا يمكن أن يكون كاملاً أو مثالياً. ولقد تطرق إلى هذه الحجة جان بول سارتر في «الوجود والعدم». وصياغة سارتر هو أن الله سيكون pour-soi [كائناً لنفسه؛ وعي] الذي هو أيضاً en-soi [كائن في نفسه؛ شيء]: وهو تناقض في المصطلحات. وقد ترددت هذه الحجة في رواية «جريموس» لسلمان رشدي: «ما هو كامل هو ميت أيضاً».

### الحجج الذاتية
على غرار الحجج الذاتية لوجود الله، تعتمد الحجج الذاتية ضد الخوارق بشكل أساسي على شهادة الشهود أو تجربتهم، أو على اقتراحات دين موحى به بشكل عام.
- تعطي حجة الشهود مصداقية للشهود الشخصيين، المعاصرين ومن الماضي، الذين كفروا أو شككوا بقوة في وجود الله.
- تشير حجة الديانات المتضاربة إلى أن العديد من الأديان تقدم روايات مختلفة حول ماهية الله وما يريده الله؛ ونظراً لأن جميع الروايات المتناقضة لا يمكن أن تكون صحيحة، فيجب أن تكون العديد من الديانات إن لم تكن كلها غير صحيحة.
- تنص حجة خيبة الأمل على أنه إذا لم يكن هناك أي مساعدة واضحة من الله -عندما نطلب منه ذلك- فلا يوجد سبب للاعتقاد بوجوده.

### الحجج الهندوسية
تستشهد عقيدة الإلحاد الهندوسي بالحجج المختلفة لرفض وجود الله الخالق أو «إيشفارا». تنص نصوص ساميخا برافياتشان سوترا لمدرسة سامخيا على أنه لا يوجد مكان فلسفي للإله الخالق في هذا النظام. ويُجادل أيضاً في هذا النص بإنه لا يمكن إثبات وجود إيشفارا (الله) وبالتالي لا يمكن الاعتراف بوجوده. وتجادل سامخيا الكلاسيكية ضد وجود الله على أسس ميتافيزيقية. على سبيل المثال، تقول أن الله غير المتغير لا يمكن أن يكون مصدراً لعالم دائم التغير. وتقول أن الله هو افتراض ميتافيزيقي ضروري تفرضه الظروف. وتسعى سوترات سامخيا لإثبات أن فكرة الله غير متصورة ومتناقضة ذاتياً، وبعض التعليقات تتحدث بوضوح عن هذا الموضوع. تقول سانخيا -تاتفا-كاومودي، معلقةً على كاريكا 57، إن الإله الكامل لا يمكن أن يكون بحاجة إلى خلق عالم، وإذا كان دافع الله هو اللطف، فإن سامخيا تتساءل عما إذا كان من المنطقي أن نستدعي إلى الوجود كائنات لم تكن تعاني بينما لم تكن موجودة. وتفترض سامخيا أن الإله الخيري يجب أن يخلق مخلوقات سعيدة فقط، وليس عالماً ناقصاً مثل العالم الحقيقي.
تفيد شارفاكا، التي كانت تعرف أصلاً باسم لوكاياتا، وهي فلسفة هندوسية غير تقليدية أنه «لا إله، ولا سامسارا (ولادة جديدة)، ولا كارما، ولا واجب، ولا ثمار للجدارة، ولا خطيئة.» ويقرر أنصار مدرسة ميمامسا، التي تعتمد على الطقوس والأورثوبراكسية، أن الأدلة التي تثبت وجود الله غير كافية. ويجادلون بأنه ليست هناك حاجة لافتراض وجود صانع للعالم، تماماً كما لا توجد حاجة لمؤلف لتأليف الفيدا أو إلهاً لإقرار الطقوس. وتجادل ميماسا بأن الآلهة المذكورة في الفيدا لا وجود لها بعيداً عن المانترا التي تتحدث بأسمائهم. وفي هذا الصدد، فإن قوة المانترا هي قوة الآلهة.

## الأبعاد النفسية
قدم العديد من المؤلفين تفسيرات نفسية أو اجتماعية للإيمان بوجود الله.
يلاحظ علماء النفس أن غالبية البشر عادة ما يسألون أسئلة وجودية مثل «لماذا نحن هنا» وما إذا كانت للحياة هدف. وافترض بعض علماء النفس أن المعتقدات الدينية قد تتبنى آليات معرفية من أجل إرضاء هذه الأسئلة. وأكد ويليام جيمس على الصراع الديني الداخلي بين الحزن والسعادة، وأشار إلى الغشية كآلية معرفية. وشدد سيغموند فرويد على الخوف والألم، والحاجة إلى شخصية أبوية قوية، والطبيعة الهوسية للطقوس، وحالة التنويم المغناطيسي التي يمكن أن يحفزها المجتمع كعوامل مساهمة في سيكولوجية الدين.
يتعامل كتاب «شرح الدين» لباسكال بوير (2002)، المستند جزئياً على عمله الأنثروبولوجي الميداني، مع الإيمان بالله كنتيجة لميل الدماغ نحو اكتشاف صفة الفاعل. ويشير بوير إلى أنه بسبب الضغوط التطورية، ينحاز البشر خطأً نحو نسبة صفة الفاعل حيث لا توجد. ومن وجهة نظر بوير، ينتشر الإيمان بالكيانات الخارقة ويصبح ثابتاً ثقافياً بسبب تميزها. مفهوم الكائنات «غير البيديهية بصورة طفيفة» التي تختلف عن الكائنات العادية في عدد قليل من الصفات (مثل أن تكون غير مرئية أو قادرة على الطيران أو يمكنها الوصول إلى المعلومات الاستراتيجية وغيرها من المعلومات السرية) يترك انطباع دائم ينتشر بسهولة من خلال التواصل الشفاهي.
يقدم سكوت أتران في كتابه «نحن نثق بالآلهة: المشهد التطوري للدين» (2002) طرح مماثل ويضيف فحصاً للجوانب المنسقة اجتماعياً للإيمان المشترك. في «العقول والآلهة: الأسس المعرفية للدين»، يتبع تود تريملين بوير في القول بأن العملية المعرفية الإنسانية العالمية تنتج بشكل طبيعي مفهوم الخوارق. ويزعم تريملين أن وجود جهاز للكشف عن صفة الفاعلة ووحدة لنظرية العقل يدفعان البشر إلى الشك في وجود فاعل وراء كل حدث. وقد تنسب الأحداث الطبيعية التي لا يوجد فيها فاعل واضح لله (راجع قضاء وقدر).